# Federala övergångsregeringen

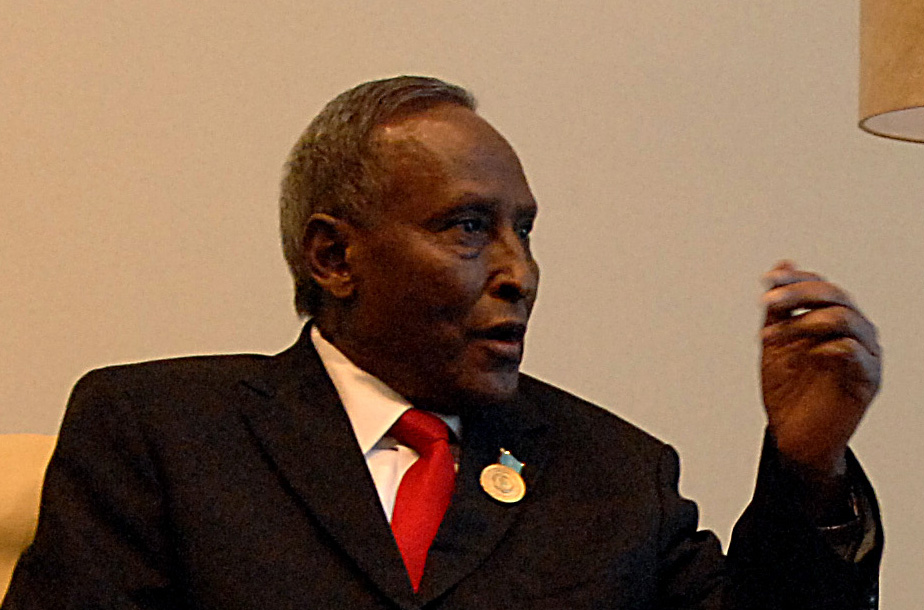
Abdullahi Yusuf Ahmed, president 2004–2008.

Federala övergångsregeringen (engelska: TFG, Transitional Federal Government) var den internationellt erkända regeringen för Somalia från 2004 till 2012. Regeringen stöddes av Förenta nationerna, liksom av grannlandet Etiopien och av USA.

## Historia
TFG bildades i november 2004 i Kenya, som en sammanslagning av de tidigare rivaliserande exilregeringarna Transitional National Government (TNG), bildad år 2000 i Djibouti av representanter från många klaner, och Somalia Reconciliation and Restoration Council (SRRC) bildat 2001.
Regeringens första premiärminister var Ali Muhammad Ghedi (2004–2007) och presidenten var Abdullahi Yusuf Ahmed (2004–2008).
2006 invaderade Etiopien Somalia och drev ut den dåvarande regeringen, Islamiska domstolarnas högsta råd, ur Mogadishu. TFG tog då över huvudstaden och försökte upprätta ett nationellt styre, men låg i krig med Islamiska domstolarnas högsta råd (ICU) och många andra lokala klaner och krigsherrar. I praktiken kontrollerade TFG endast delar av södra Somalia och huvudstaden Mogadishu.
I januari 2009 förlängde övergångsparlamentet TFG:s mandat i två år och 2011 förlängdes mandatet ytterligare ett år.
2012 skedde en övergång till en ordinarie regering.